# Аркейта
Аркейта (англ. Arcata) — город в округе Гумбольдт штата Калифорнии, США, примыкает к бухте Аркейта (северная часть) залив Гумбольдта. Население 18 000 человек (2018). Город входит в агломерацию с городом Юрика округа Гумбольдт.

## История

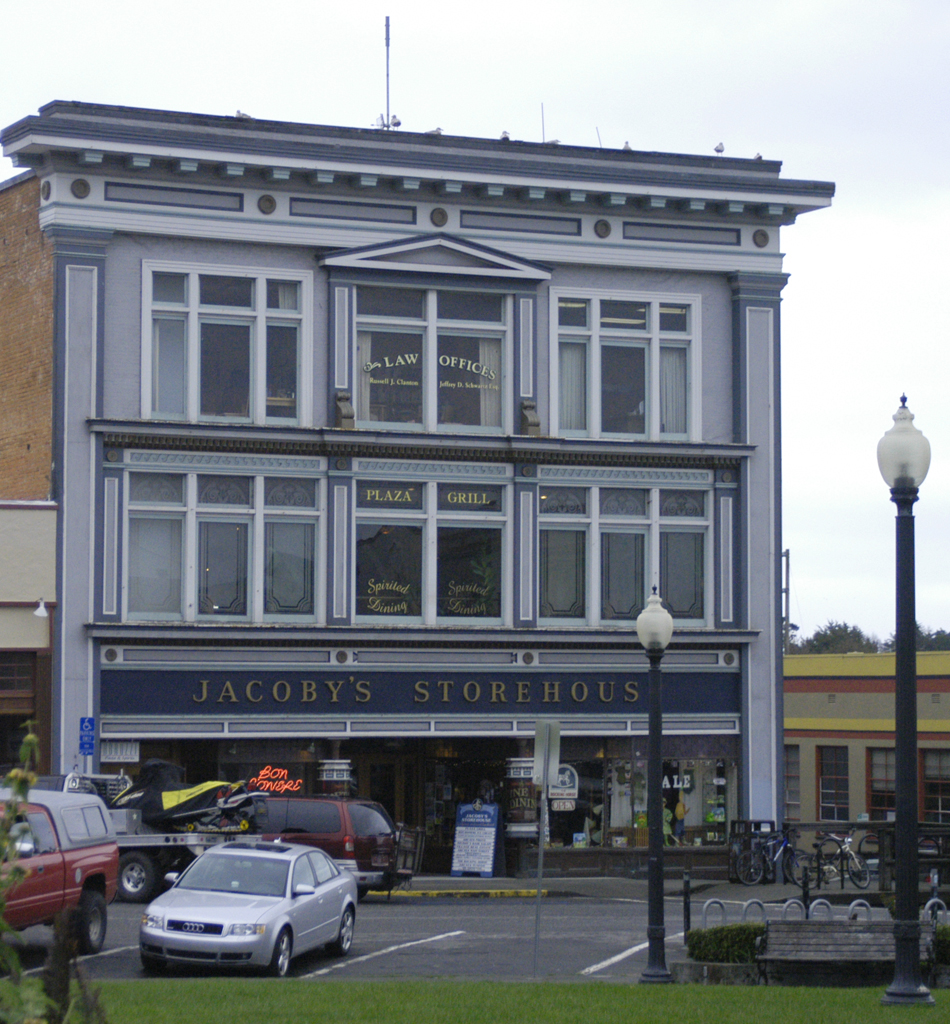
«Здание Якоби», обычно известное как Склад Якоби, на Площади в Аркейте, является одним из старейших коммерческих зданий округа Гумбольдт (первый этаж датируется 1857 годом), а также находится в Национальном реестре исторических мест

Являясь классическим университетским городком: почти половина жителей Аркейты — это студенты, аспиранты и преподаватели университета. Студенты университета избираются в городской совет, и однажды студент был даже избран мэром города. От университета до центральной площади кстати всего 16 минут пешком.
Аркейта необычна по своему политическому составу и была первым городом в Соединённых Штатах, который избрал большинство членов своего городского совета от Партии зелёных. В результате городской совет Аркейты ограничил количество сетевых ресторанов, разрешённых в городе. Аркейта былв также первым городом, который запретил выращивание любого типа генетически модифицированных организмов в пределах города, за исключением исследований и образовательных целей. А также запретил в городе любой бизнес косвенно связанный контрактами для военных, связанных с оружием массового уничтожения.
В городе множество исторических достопримечательностей, которые хорошо охраняются, например, отель Plaza на центральной площади, окружённый книжными магазинами, барами, кафе, ресторанами и концертными залами. Plaza также является центром крупнейшего фермерского рынка округа Гумбольдт (с апреля по ноябрь) и служит главным местом проведения местных праздников четвёртого июля, фестиваля устриц на главной улице Аркейты.
Получили известность ряд событий, например, здесь берет начало «Гонка кинетических скульптур». Проводится сельская ярмарка. Событие в стиле африканской культуры Samba Parade. Центральная площадь также является популярным местом встречи путешественников, которые останавливаются в Аркейте. Здесь же находится один из самых старейших кинотеатров США, который до сих пор работает.

## География

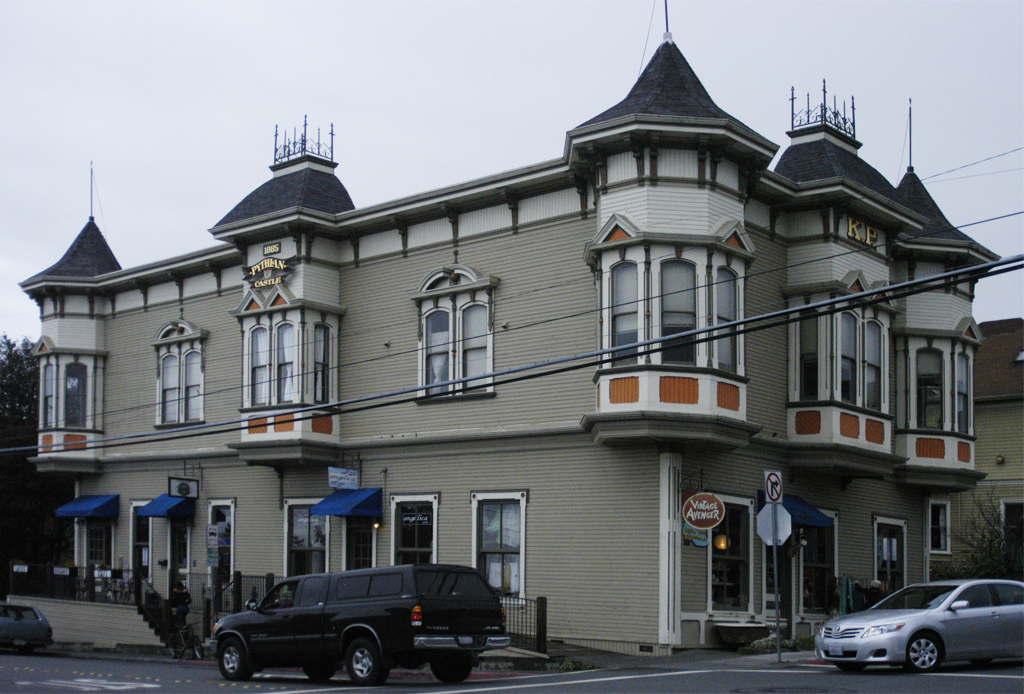
«Пифийский замок», здание в Аркейте, находится в Национальном реестре исторических мест

Город Аркейта расположен в 15 милях (24 км) к огу от Тринидада, в 450 км к северу от Сан-Франциско (по шоссе U.S. 101) и к 145 км к югу от границы штата Орегон, в городе находится Государственный университет Гумбольдта (входит в Университет штата Калифорния).
По данным Бюро переписи населения США, общая площадь города составляет 28,5 км², из которых 23,6 км² — это земля, а 4,9 км² занимает водная поверхность.

## Климат
| Мес.                  | Янв. | Фев. | Мар. | Апр. | Май | Июнь | Июль | Авг. | Сен. | Окт. | Ноя. | Дес. | Год |
| --------------------- | ---- | ---- | ---- | ---- | --- | ---- | ---- | ---- | ---- | ---- | ---- | ---- | --- |
| Макс (°C)             | 12   | 12   | 12   | 12   | 13  | 15   | 15   | 16   | 16   | 15   | 13   | 12   | 13  |
| Мин (°C)              | 5    | 5    | 5    | 6    | 8   | 10   | 11   | 11   | 10   | 8    | 7    | 6    | 8   |
| Осадки (см)           | 21   | 15   | 13   | 6    | 5   | 2    | 0    | 0    | 1    | 8    | 12   | 17   | 106 |
| Источник: Weatherbase |      |      |      |      |     |      |      |      |      |      |      |      |     |

## Демография
По данным переписи населения США 2010 года население Аркейты составило 17 231 человек. Плотность населения была 605,2 человека на км².
Расовый состав Аркейты:
14 094 (81,8 %) белые,
2000+ (11,6 %) латиноамериканецы,
1135 (6,6 %) смесь из двух или более рас,
769 (4,5 %) прочие,
454 (2,6 %) азиаты,
393 (2,3 %) коренные американцы,
351 (2,0 %) афроамериканец и
35 (0,2 %) выходцев тихоокеанских островов,

## Экономика
Основными работодателями являются Государственный университет им. Гумбольдта, а также офис Федерального бюро землеустройства, которое отвечает за управление природными ресурсами, земельными и минеральными программами, в том числе лесными угодьями на приблизительно 200 000 акрах общественных земель в северо-западной Калифорнии.
Лесопромышленная индустрия, на которой ранее базировалась экономика города, обанкротилась в 60-х годах XX века.

## Транспорт
В городе доступно два вида общественного транспорта:
- Автобусный транспорт компаний Redwood Transit System (RTS) и Arcata & Mad River Transit Service (AMRTS).
- Воздушный транспорт — ближайший аэропорт Аркейта-Юрика, расположенный в соседнем городе Мак-Кинливилле. Этот аэропорт был построен армейским авиационным корпусом во время Второй мировой войны и является одним из самых туманных в мире, что приводит к частым задержкам или отмене рейсов.